# Східноавстралійська течія

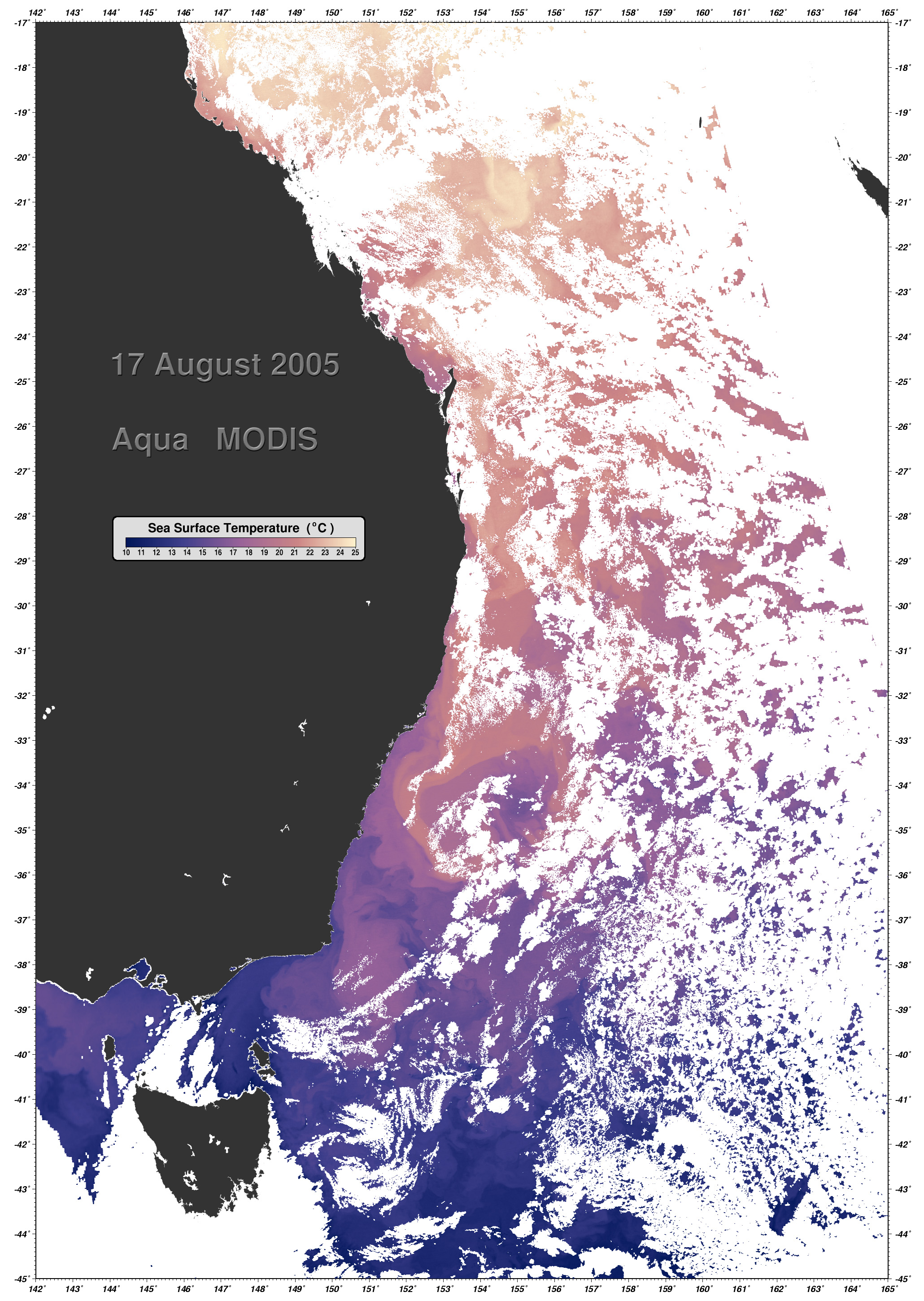
Теплова фотографія східного узбережжя Австралії

Східноавстралійська течія — тепла поверхнева течія Тихого Океану біля східних берегів Австралії, гілка Південної пасатного течії. Східна межа проходить близько 160 ° східної довготи. Найбільша ширина течія знаходиться між 25 і 32 ° південної широти. Швидкість течії змінюється залежно від сезону року і становить на Півночі: 3-0;5 м/с, в центральній частині більше 0,8 м/с.
Східно-Австралійська течія робить клімат Нової Зеландії і східного узбережжя Австралії більш теплим і вологим, тропічним замість субтропічного, сприяє поширенню тропічної морської фауни в субтропічні області вздовж південно-східного узбережжя Австралії.

## У культурі
У 2003 році виходить мультфільм «У пошуках Немо», в якому Східноавстралійська течія зображується як супермагістраль, що риба і морські черепахи використовують для подорожі вздовж східного узбережжя Австралії. Марлін і Дорі приєднатися до групи морських черепах, які мандрують течією. Марлін має добратися в гавань Сіднея щоб врятувати свого сина Немо. В основі фільму лежать реалії, кожного літа тисячі риб мандрують течією від Великого Бар'єрного рифу до затоки біля Сіднея, і далі на південь.